# Abbo-Boutila
Abbo-Boutila est un village camerounais de la région de l'Est. Il se situe dans le département de Lom-et-Djérem et dépend de la commune de Garoua-Boulai et du canton de Doka. 
On le trouve aussi orthographié Abo Boutila. 

## Population
Au recensement de 1966, le village comptait 174 habitants. Il en comptait 725 en 2005 et 707 en 2011 dont 318 jeunes de moins de 16 ans et 119 enfants de moins de 5 ans.

## Infrastructures
Le plan communal de développement prévoyait en 2011 la rénovation de l'école du village avec la réhabilitation d'une salle de classe, la construction d'un bloc de latrines et d'un point d'eau. Ce plan indique aussi la construction d'une route en terre reliant Abbo-Boutila à Ngire (25 km).